# Tsikada
Tsikada (en russe : Цикада, « Cigale ») est un système de positionnement par satellites soviétique, puis russe, reposant sur une constellation de satellites en orbite terrestre basse dont le déploiement a débuté à la fin des années 1970 et qui a été progressivement remplacé dans les années 1990 par le système Ouragan/Glonass.
Ce système est une déclinaison principalement civile du système Parous à vocation militaire. Son fonctionnement, analogue à celui du système américain Transit, repose sur l'analyse de l'effet Doppler du signal radio transmis par une constellation d'au minimum quatre satellites circulant sur une orbite basse (900 km) polaire.

## Historique
Le système Tsikada est développé immédiatement après le premier lancement d'un satellite Parous en 1974. Le cahier des charges est établi conjointement par le ministère de la marine marchande, la marine de guerre russe et l'Académie des sciences de l'URSS. Le constructeur chef de file est NPO PM. PO Polyot fournit les équipements de synchronisation, NII Radiopribor le système de navigation et de cryptage du signal radio. Le lancement du premier prototype a lieu en 1976. Le premier satellite opérationnel est placé en orbite en 1978.  
10 satellites de la sous-série Nadezhda, se différenciant par l'ajout d'un récepteur Cospas-Sarsat destiné au sauvetage en mer, ont été placés en orbite entre 1982 et 2002.

## Fonctionnement
Le fonctionnement du système Tsikada est analogue à celui du système Parous. Le système de navigation repose sur la mesure par un récepteur de l'effet Doppler de signaux radio envoyé par plusieurs satellites émis dans deux fréquences (150 MHz et 400 MHz, les deux mêmes fréquences porteuses que le système américain TRANSIT). Le message transmis comprend la position du satellite et les caractéristiques de son orbite. La constellation de satellites Tsikada comprend au minimum quatre satellites (contre six pour la constellation Parous) placés sur une orbite basse polaire (altitude 900 kilomètres et inclinaison orbitale de 82,9°) et circulant dans des plans orbitaux espacés de 45 degrés.

## Caractéristiques techniques
Chaque satellite d'une masse d'environ 820 kg a la forme d'un cylindre de 3 m. de haut de 2,04 m de diamètre prolongé par plusieurs antennes. La plateforme cylindrique de type Kaur-1 est spinnée et recouverte de cellules solaires qui produisent en moyenne 200 watts. Le satellite est stabilisé par gradient de gravité. Les équipements sont placés dans un compartiment hermétique. La durée de vie d'un satellite est comprise entre 18 et 24 mois.

## Historique des lancements
21 satellites Tsikada ont été lancés, tous par des Cosmos-3M depuis Plessetsk, avec un seul échec.
| Date de lancement | Désignation  | Identifiant COSPAR | Notes                     |
| ----------------- | ------------ | ------------------ | ------------------------- |
| 15 décembre 1976  | Cosmos 883   | 1976-122A          |                           |
| 8 juillet 1977    | Cosmos 926   | 1977-062A          |                           |
| 29 novembre 1977  | Cosmos (964) | 1977-F06           | Échec                     |
| 31 mars 1978      | Cosmos 1000  | 1978-034A          |                           |
| 11 avril 1979     | Cosmos 1092  | 1979-030A          |                           |
| 17 mars 1980      | Cosmos 1168  | 1980-022A          |                           |
| 10 décembre 1980  | Cosmos 1226  | 1980-099A          |                           |
| 4 septembre 1981  | Cosmos 1304  | 1981-087A          |                           |
| 17 février 1982   | Cosmos 1339  | 1982-012A          |                           |
| 26 octobre 1983   | Cosmos 1506  | 1983-108A          |                           |
| 17 mai 1984       | Cosmos 1553  | 1984-046A          |                           |
| 30 mai 1985       | Cosmos 1655  | 1985-041A          |                           |
| 23 janvier 1986   | Cosmos 1727  | 1986-008A          |                           |
| 13 novembre 1986  | Cosmos 1791  | 1986-086A          |                           |
| 29 janvier 1987   | Cosmos 1816  | 1987-009A          |                           |
| 23 juin 1987      | Cosmos 1861  | 1987-054A          |                           |
| 5 février 1991    | Cosmos 2123  | 1991-007A          |                           |
| 9 mars 1992       | Cosmos 2181  | 1992-012A          |                           |
| 12 janvier 1993   | Cosmos 2230  | 1993-001A          |                           |
| 24 janvier 1995   | Tsikada 1    | 1995-002A          | avec Astrid-1 et Faisat 1 |
| 5 juillet 1995    | Cosmos 2315  | 1995-032A          |                           |